# Akelei
Akelei (Aquilegia) is een geslacht van kruidachtige, winterharde, vaste planten uit de ranonkelfamilie (Ranunculaceae). Er zijn ongeveer 120 soorten. De soorten hebben drielobbige bladeren en opvallende bloemen in diverse kleuren.
De meeste soorten bloeien grofweg van half april tot half juli.

## Soorten
Een selectie van soorten:
- Aquilegia alpina – Alpenakelei
- Aquilegia atrata – Donkere akelei
- Aquilegia bernardii
- Aquilegia bertolonii
- Aquilegia einseleana
- Aquilegia formosa
- Aquilegia pyrenaica – Pyrenese akelei
- Aquilegia vulgaris – Wilde akelei

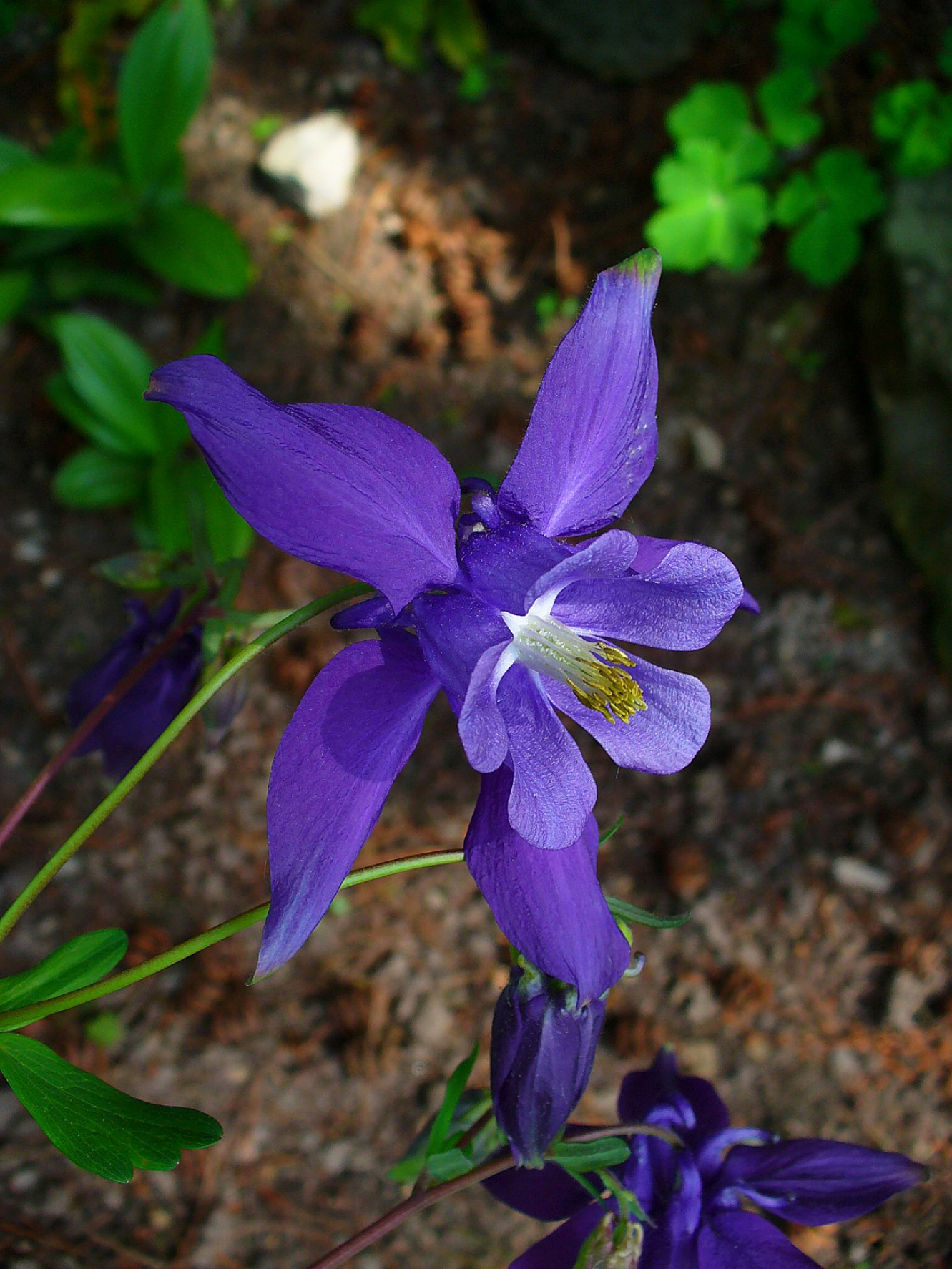
Alpenakelei (Aquilegia alpina)
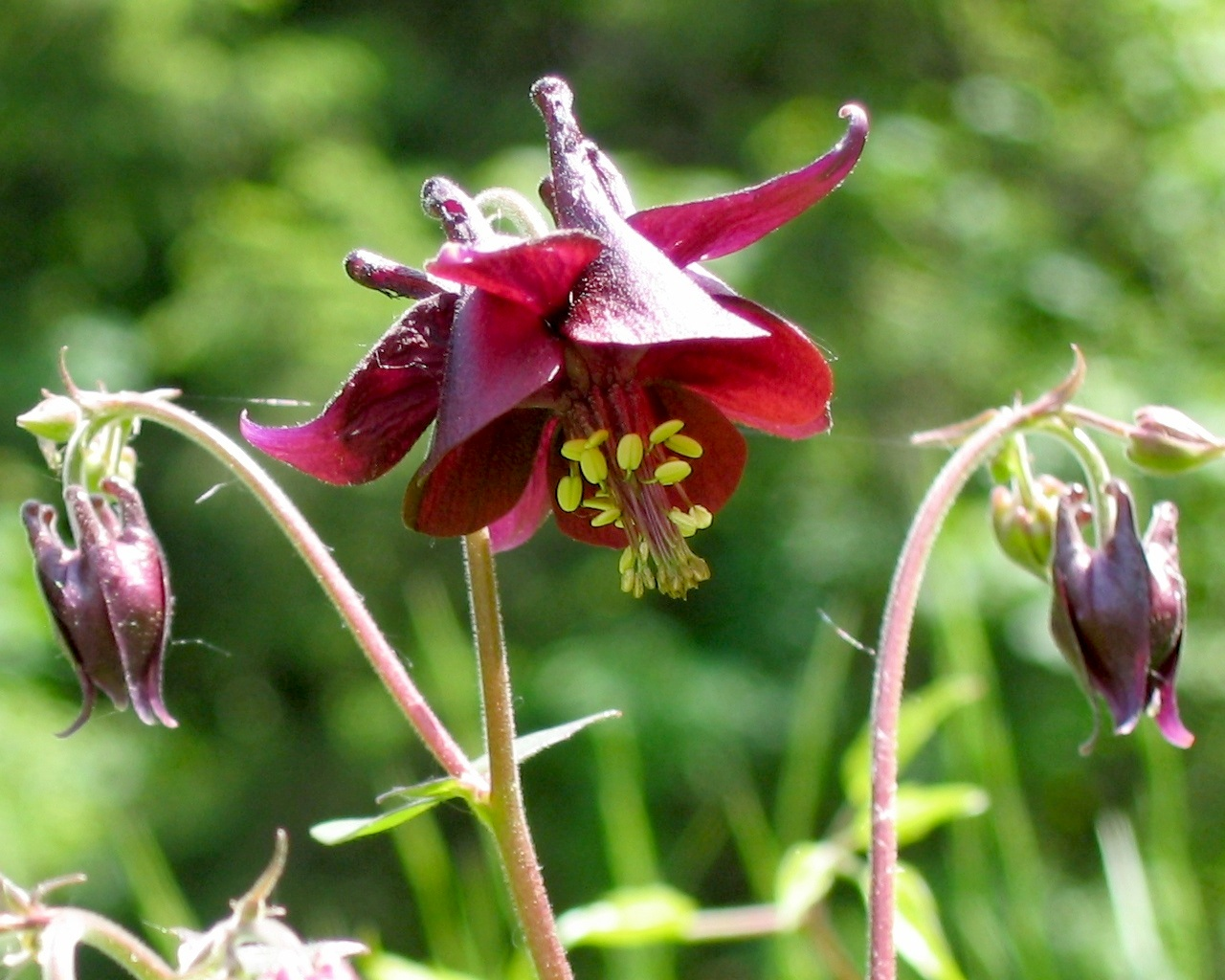
Donkere akelei (Aquilegia atrata)
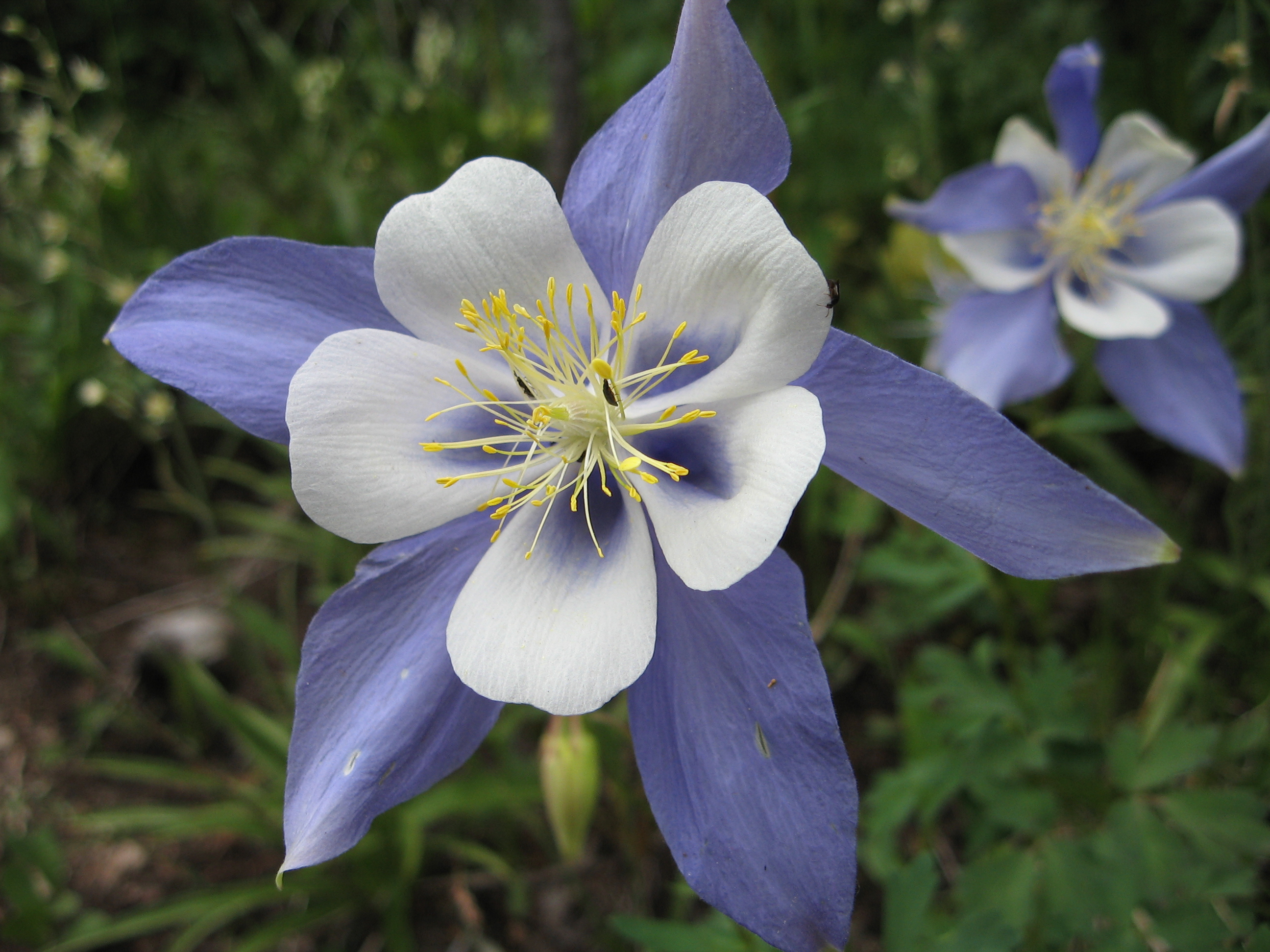
Aquilegia coerulea
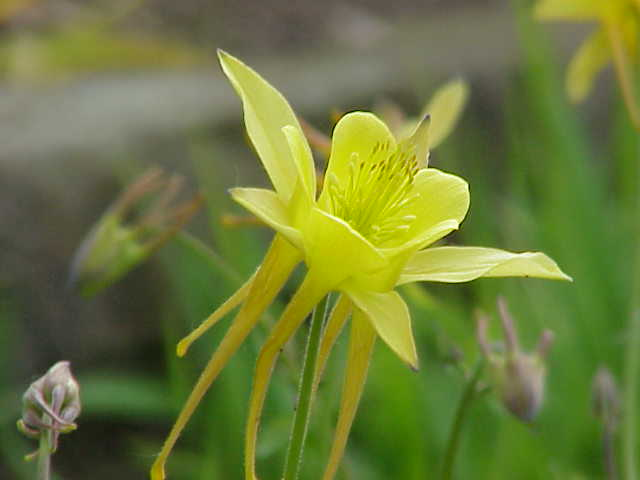
Aquilegia chrysantha
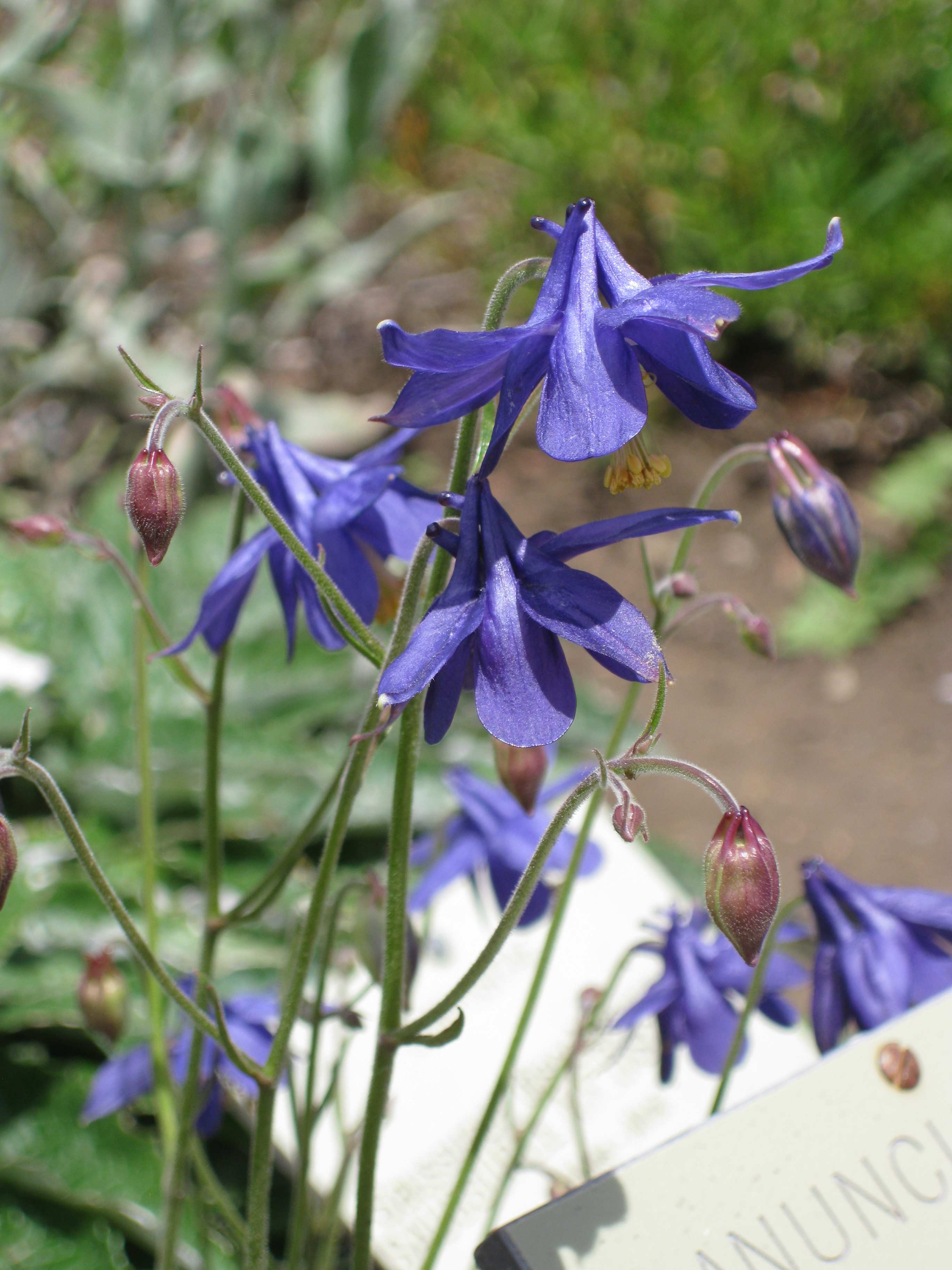
Aquilegia einseleana
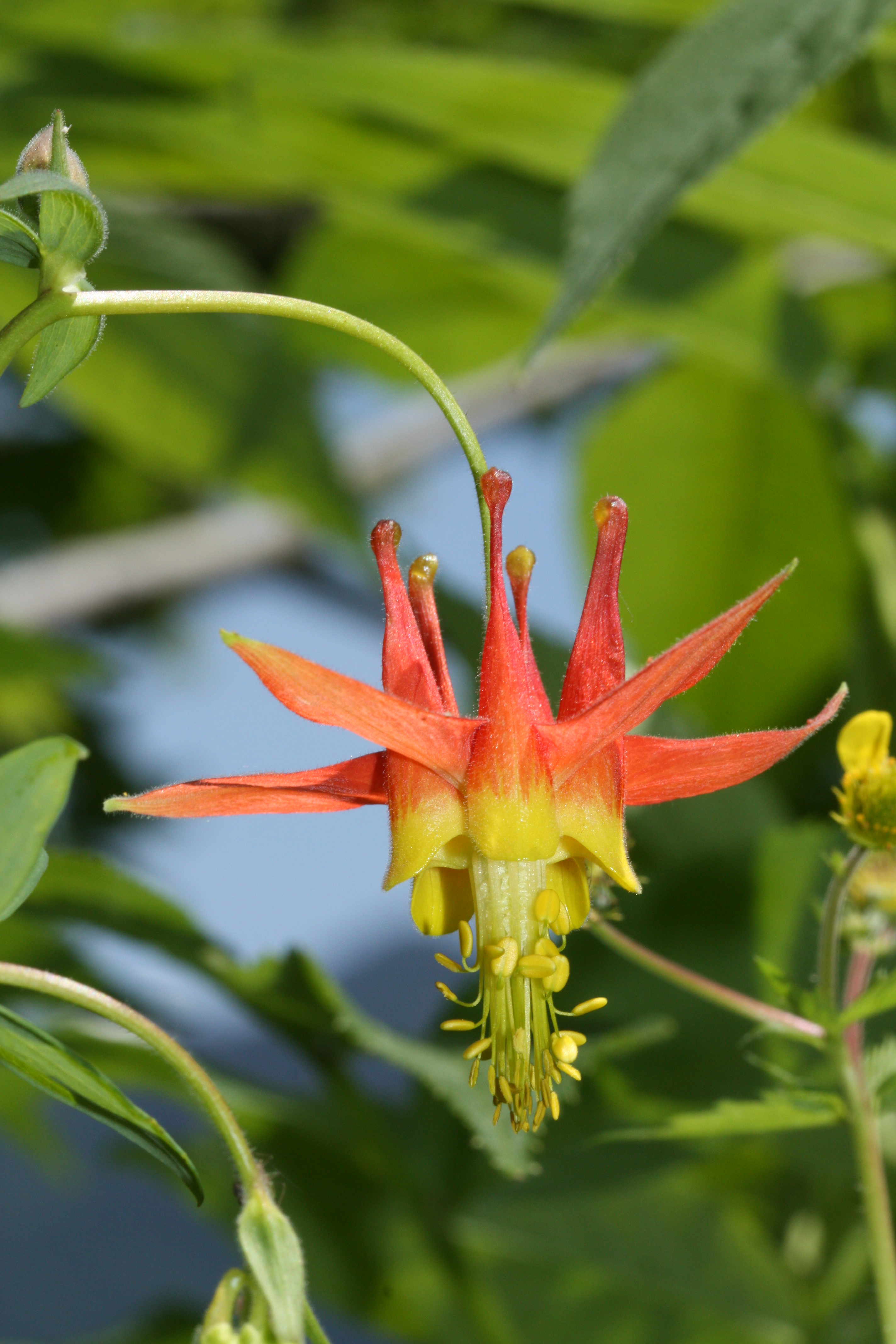
Aquilegia formosa
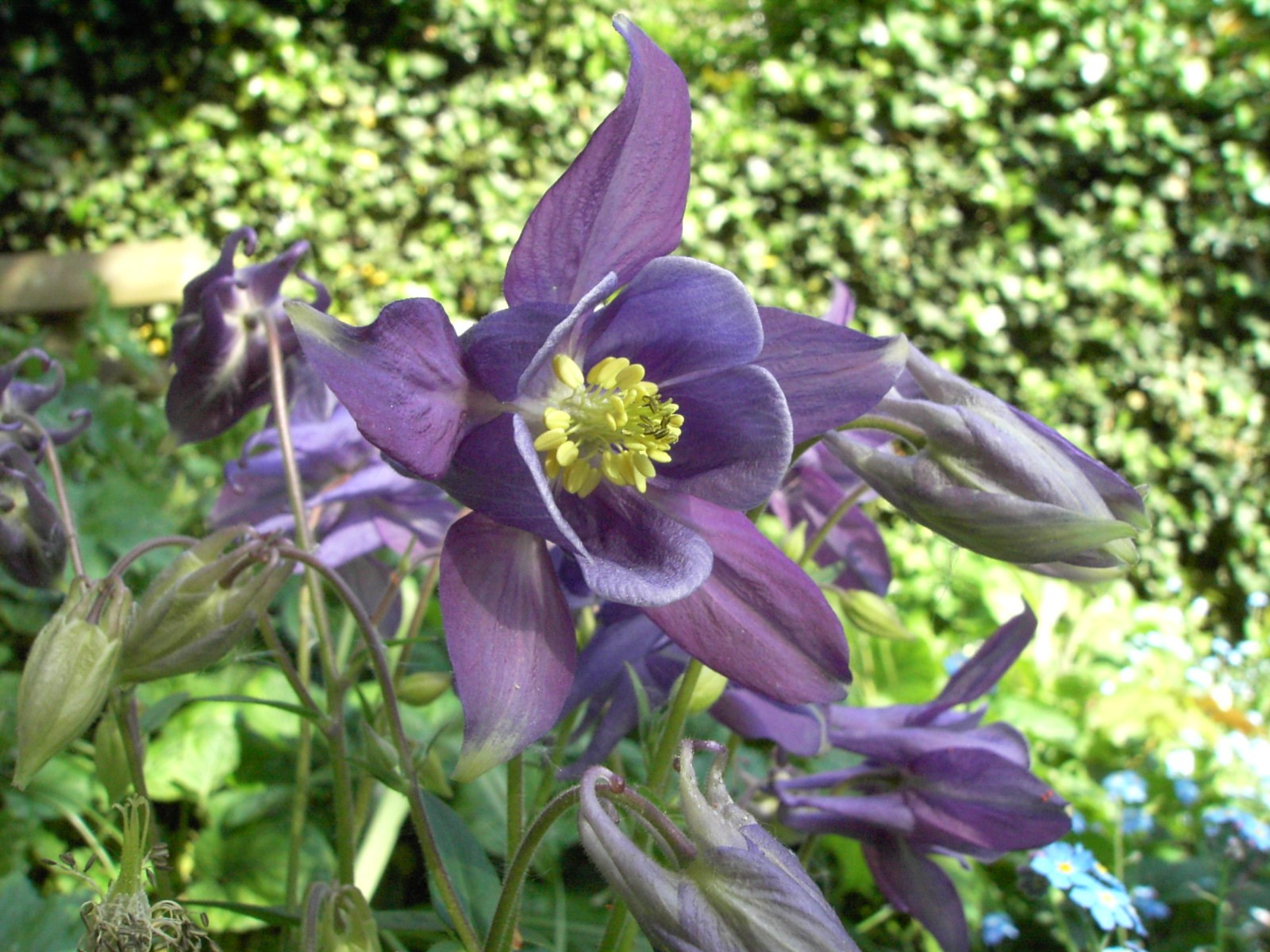
Wilde akelei (Aquilegia vulgaris)
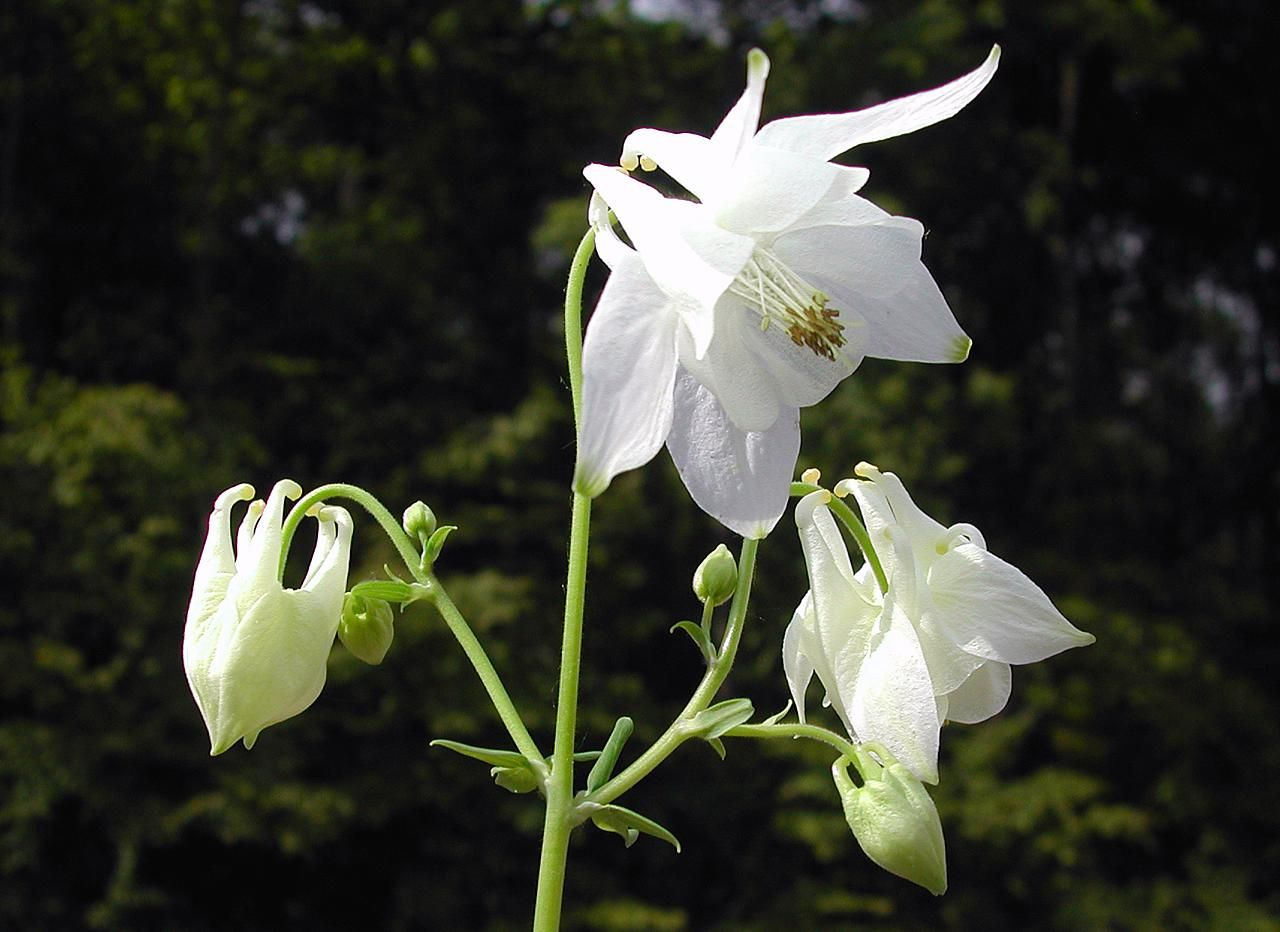
Aquilegia vulgaris var. alba

... · 
A. alpina (Alpenakelei) · 
A. atrata (Donkere akelei) · 
A. bernardii · 
A. bertolonii · 
A. einseleana · 
A. formosa · 
A. olympica · 
A. pyrenaica (Pyrenese akelei) · 
A. vulgaris (Wilde akelei) · ...
... · Aconitum (Monnikskap) · Actaea · Adonis · Aquilegia (Akelei) · Anemone (Anemoon) · Caltha (Dotterbloem) · Clematis · Consolida (Ridderspoor) · Delphinium (Ridderspoor) · Eranthis · Helleborus (Nieskruid) · Hepatica · Myosurus · Nigella (Nigelle) · Pulsatilla · Ranunculus (Boterbloem) · Thalictrum (Ruit) · Trollius · ...